# Station Oskierki
Station Oskierki is een spoorwegstation in de Poolse plaats Zabłotczyzna.